# Saga pedo
Saga pedo er en løvgræshoppe, den største i Europa, og et af Europas største insekter (den forekommer også i Asien). Den kan blive ca. 12 cm fra issen til spidsen af læggebrodden og bliver altså nærmere dobbelt så lang som den grønne løvgræshoppe. Den er grøn eller grå, med eller uden en hvid eller gul stribe på hver side af kroppen. Arten formerer sig ved parthenogenese («jomfrufødsel»): Hunnerne lægger ubefrugtede æg. Dette er ikke usædvanligt blandt insekter, men som regel (f.eks. hos mange bladlus) veksler parthenogenetiske generationer med en eller flere generationer med begge køn. Hos Saga pedo synes haner at forekomme yderst sjældent; én han skal være observeret. Derfor bidrager Savede pedo ikke til sensommerens græshoppesang – tværtimod: Mens de fleste løvgræshopper er altædende, er Savet pedo en ren kødæder, som særligt lever af andre græshopper. I lighed med knælere (som løvgræshopperne er fjernt i slægt med) griber hun byttet med de takkede forben.

## Udbredelse og tilholdssted
Saga pedo forekommer i et bælte fra Spanien og østover i Europa og Asien til Nordøst-Kina, men udbredelsen er spredt og fragmentarisk. I Centraleuropa går nordgrænsen omtrent ved Donau. Arten findes så langt syd som på Sicilien, men mangler i Afrika. Den hører hjemme i græs og anden vegetation, oftest på kalkrig jord, og mest på tørre steder. Voksne individer ses sædvanligvis i juli–september, men de dør kort efter at de har lagt æg. Den lægger nogen få dusin æg. Ægproduktionen er altså forholdsvis sparsom, mens overlevelsesgraden er tilsvarende høj. Æggene lægges i markerne og kan overvintre op til fire gange. På en eller anden måde får æggene signaler om hvorvidt sæsonen ser ud til at blive god (dvs. rigelig med byttedyr) eller dårlig. Forårsregn ser ud til at udløse udklækning, sikkert en gunstig egenskab i tørre strøg. I nogle år klækkes æggene altså ikke, så tilsyneladende kan arten (i hvert fald lokalt) mangle fuldstændig i disse år. For øvrigt er det normalt at æg af løvgræshopper kan overvintre flere gange, netop for at forhindre at arten uddør efter en ugunstig sommer.

### Status
Arten regnes som sårbart af IUCN. Men til trods for bestandstørrelsen kan den være underrapporteret, for den er ikke altid let at få øje på, og i modsætning til de fleste løvgræshopper kan man heller ikke gå efter lyden. I 2003-06 blev 36 potentiel gode lokaliteter i Slovakiet undersøgt for første gang; den blev fundet på syv af dem.